# Saison 1 de Fantomatiquement vôtre, signé Scoubidou
Chronologie
Saison 2 de Scooby-Doo, où es-tu ? Saison 2
Cet article présente le guide de la saison 1 de la série télévisée Fantomatiquement vôtre, signé Scoubidou (The New Scooby-Doo Movies).
Tous les épisodes ont fait l'objet d'un doublage en français.

## Épisodes

### Épisode 1:Le village dynamique
- Titre original : The Ghastly Ghost Town
- Numéro(s) : 1 (1.1)
- Scénariste(s) :
- Réalisateur(s) :
- Diffusion(s) : 
  -  États-Unis : 9 septembre 1972 sur CBS ;  France : ?
- Invité(es) : Moe, Curly et Larry (The Three Stooges)
- Résumé :
- Commentaire : Daws Butler a prêté sa voix à Curly et Larry qui n'étaient pas disponibles.

### Épisode 2:L'affaire dynamique
- Titre original : The Dynamic Scooby Doo Affair
- Numéro(s) : 2 (1.2)
- Scénariste(s) :
- Réalisateur(s) :
- Diffusion(s) : 
  -  États-Unis : 16 septembre 1972 sur CBS ;  France : ?
- Invité(es) : Batman et Robin
- Résumé :
- Commentaire : Olan Soule (Batman) et Casey Kasem (Robin) prêtent leur voix aux personnages comme dans la série d'animation Hanna-Barbera The Adventures of Batman and Robin (1968).

### Épisode 3:Mercredi a disparu
- Titre original : Scooby-Doo Meets the Addams Family
- Autre(s) titre(s) original(aux) : Wednesday Is Missing
- Numéro(s) : 3 (1.3)
- Scénariste(s) :
- Réalisateur(s) :
- Diffusion(s) : 
  -  États-Unis : 23 septembre 1972 sur CBS ;  France : ?
- Invité(es) : John Astin (Gomez), Carolyn Jones (Morticia), Ted Cassidy (Lurch) et Jackie Coogan (oncle Fester) de La Famille Addams
- Résumé :

### Épisode 4:Que de traces
- Titre original : The Frickert Fracas
- Numéro(s) : 4 (1.4)
- Scénariste(s) :
- Réalisateur(s) :
- Diffusion(s) : 
  -  États-Unis : 30 septembre 1972 sur CBS ;  France : ?
- Invité(es) : Jonathan Winters
- Résumé :

### Épisode 5:Le capitaine Moody
- Titre original : Guess Who's Knott Coming to Dinner
- Numéro(s) : 5 (1.5)
- Scénariste(s) :
- Réalisateur(s) :
- Diffusion(s) : 
  -  États-Unis : 7 octobre 1972 sur CBS ;  France : ?
- Invité(es) : Don Knotts
- Résumé :

### Épisode 6:Un bon médium
- Titre original : A Good Medium Is Rare
- Numéro(s) : 6 (1.6)
- Scénariste(s) :
- Réalisateur(s) :
- Diffusion(s) : 
  -  États-Unis : 14 octobre 1972 sur CBS ;  France : ?
- Invité(es) : Phyllis Diller
- Résumé :

### Épisode 7:Double personnalité
- Titre original : Sandy Duncan's Jekyll and Hyde
- Numéro(s) : 7 (1.7)
- Scénariste(s) :
- Réalisateur(s) :
- Diffusion(s) : 
  -  États-Unis : 21 octobre 1972 sur CBS ;  France : ?
- Invité(es) : Sandy Duncan
- Résumé :

### Épisode 8:Le secret de l'île aux requins
- Titre original : The Secret of Shark Island
- Numéro(s) : 8 (1.8)
- Scénariste(s) :
- Réalisateur(s) :
- Diffusion(s) : 
  -  États-Unis : 28 octobre 1972 sur CBS ;  France : ?
- Invité(es) : Sonny and Cher
- Résumé :

### Épisode 9:Brouillard pour trouillard
- Titre original : The Spooky Fog of Juneberry
- Numéro(s) : 9 (1.9)
- Scénariste(s) :
- Réalisateur(s) :
- Diffusion(s) : 
  -  États-Unis : 4 novembre 1972 sur CBS ;  France : ?
- Invité(es) : Don Knotts
- Résumé :

### Épisode 10:Scooby-Doo et Laurel et HardyouLe fantôme de Bigfoot
- Titre original : Scooby Doo Meets Laurel and Hardy
- Autre(s) titre(s) original(aux) : The Ghost Of Bigfoot
- Numéro(s) : 10 (1.10)
- Scénariste(s) :
- Réalisateur(s) :
- Diffusion(s) : 
  -  États-Unis : 11 novembre 1972 sur CBS ;  France : ?
- Invité(es) :  Laurel et Hardy
- Résumé :
- Commentaire : Larry Harmon et Jim MacGeorge prêtent leur voix à Laurel et Hardy tout comme dans la série d'animation homonyme de Hanna-Barbera diffusée en 1966.

### Épisode 11:Le fantôme du Baron rouge
- Titre original : The Ghost of the Red Baron
- Numéro(s) : 11 (1.11)
- Scénariste(s) :
- Réalisateur(s) :
- Diffusion(s) : 
  -  États-Unis : 18 novembre 1972 sur CBS ;  France : ?
- Invité(es) : Moe, Curly et Larry (The Three Stooges)
- Résumé :
- Commentaire : Daws Butler a prêté sa voix à Curly et Larry qui n'étaient pas disponibles.

### Épisode 12:Le mystère des profondeurs
- Titre original : The Ghostly Creeps from the Deep
- Numéro(s) : 12 (1.12)
- Scénariste(s) :
- Réalisateur(s) :
- Diffusion(s) : 
  -  États-Unis : 25 novembre 1972 sur CBS ;  France : ?
- Invité(es) : Harlem Globetrotters
- Résumé :

### Épisode 13:L’hôtel hanté
- Titre original : The Haunted Horseman of Hagglethorn Hall
- Numéro(s) : 13 (1.13)
- Scénariste(s) :
- Réalisateur(s) :
- Diffusion(s) : 
  -  États-Unis : 2 décembre 1972 sur CBS ;  France : ?
- Invité(es) : Davey Jones
- Résumé :

### Épisode 14:Le fantôme du Music-Hall
- Titre original : The Phantom of Country Music Hall[1]
- Numéro(s) : 14 (1.14)
- Scénariste(s) :
- Réalisateur(s) :
- Diffusion(s) : 
  -  États-Unis : 9 décembre 1972 sur CBS ;  France : ?
- Invité(es) : Jerry Reed
- Résumé :

### Épisode 15:Mystère, vous avez dit mystère?
- Titre original : The Caped Crusader Caper
- Numéro(s) : 15 (1.15)
- Scénariste(s) :
- Réalisateur(s) :
- Diffusion(s) : 
  -  États-Unis : 16 décembre 1972 sur CBS ;  France : ?
- Invité(es) : Batman et Robin
- Résumé :
- Commentaire : Olan Soule (Batman) et Casey Kasem (Robin) prêtent leur voix aux personnages comme dans la série d'animation Hanna-Barbera The Adventures of Batman and Robin (1968).

### Épisode 16:Le mystère du Loch Ness
- Titre original : The Lochness Mess
- Numéro(s) : 16 (1.16)
- Scénariste(s) :
- Réalisateur(s) :
- Diffusion(s) : 
  -  États-Unis : 30 décembre 1972 sur CBS ;  France : ?
- Invité(es) : Harlem Globetrotters
- Résumé :